# 이도범
이도범(李燾範, 호는 東雲, 1884년 함평 ~ 1950년)은 함평 출신의 독립운동가이다. 한의사로 일하다 3.1운동 당시 천도교인으로 손병희의 거사를 지원하여 옥고를 치렀고, 이후 상하이로 망명하여 독립운동에 헌신하다, 1950년에 서거하였다.